# Pentas lanceolata
Pentas lanceolata, comúnmente conocida como estrella egipcia, es una especie de planta con flores (Angiosperma) perteneciente a la familia Rubiaceae, es nativa de gran parte de África así como de Yemen. Es conocida por su amplio uso como planta de jardín donde a menudo se la usa en los jardines para mariposas.

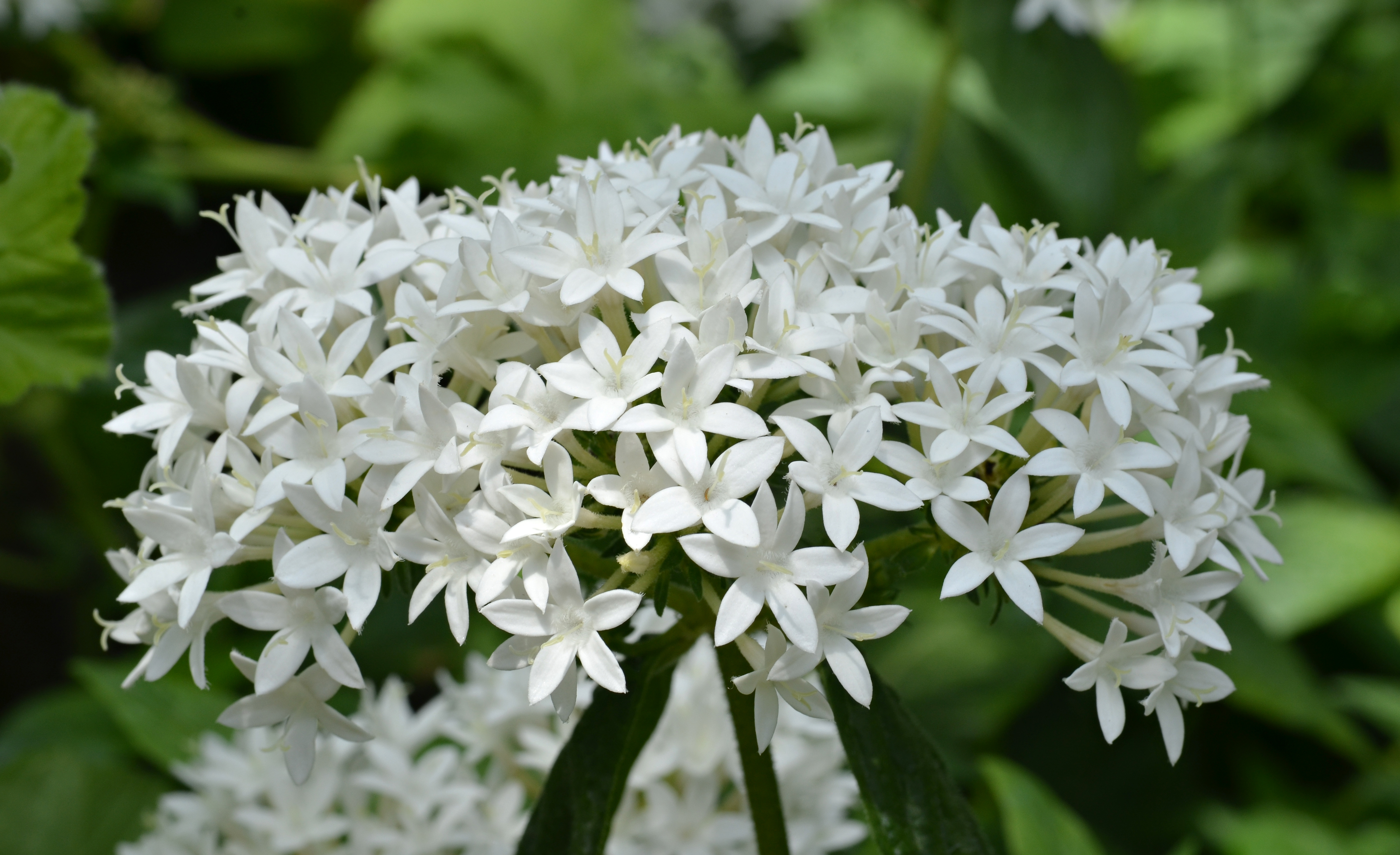
Flores blancas
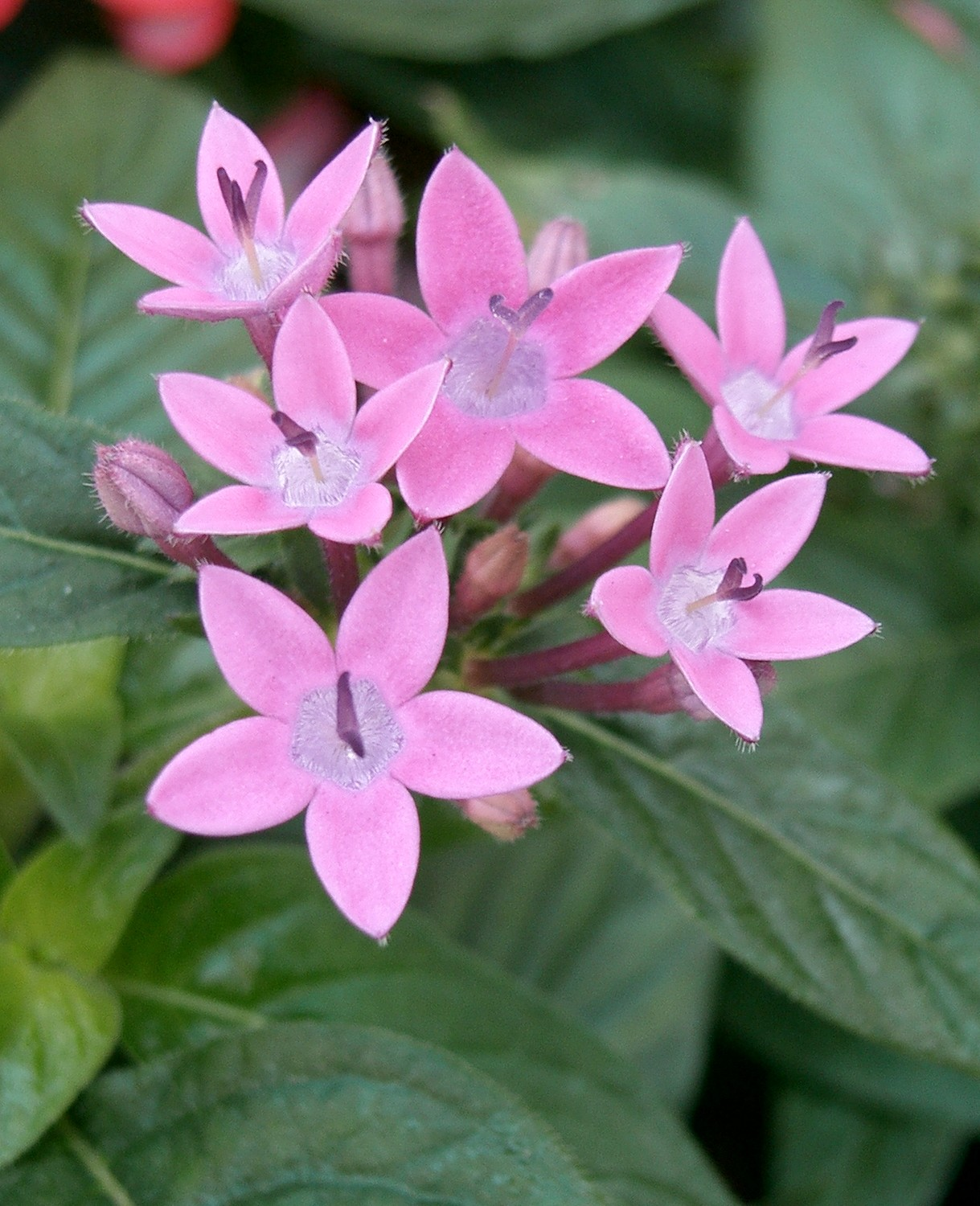
Flores rosas
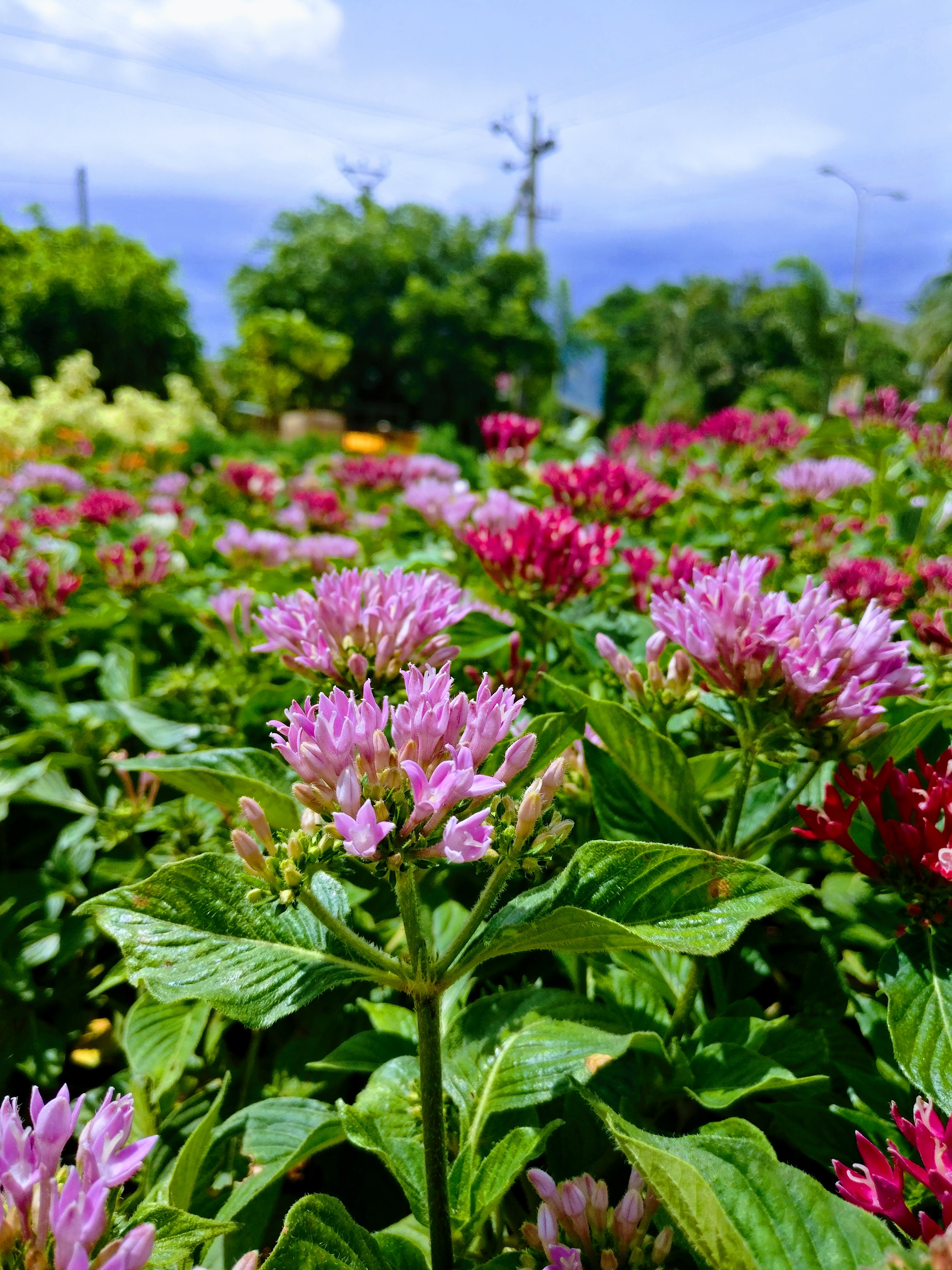
Flores rosas
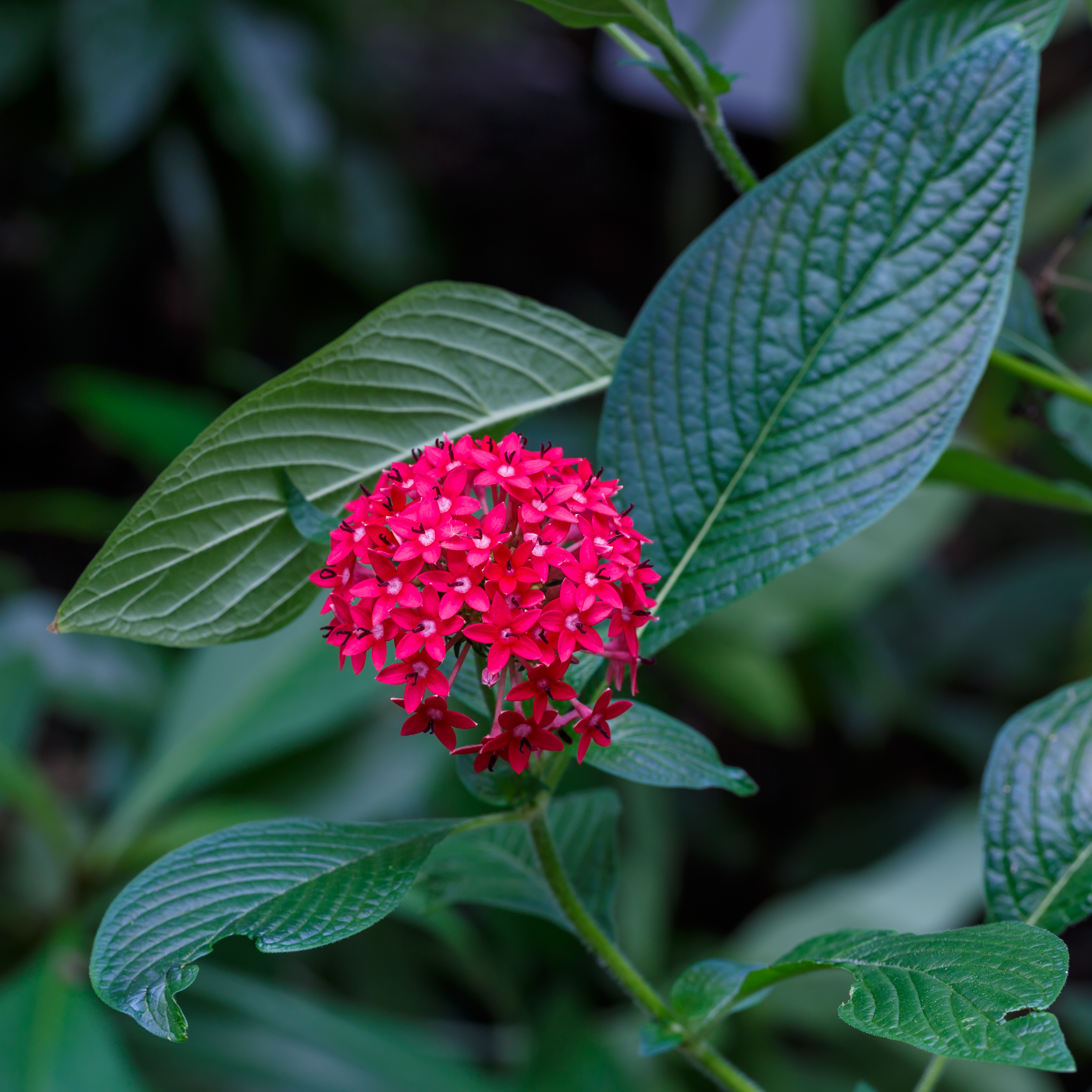
Flores rojas